# Étalondes
Étalondes é uma comuna francesa na região administrativa da Normandia, no departamento de Sena Marítimo. Estende-se por uma área de 4,63 km². Em 2010 a comuna tinha 1 071 habitantes (densidade: 231,3 hab./km²).